# Obligation naturelle
En droit des obligations, les obligations naturelles sont une catégorie intermédiaire entre les obligations civiles (ou juridiques) et les obligations morales.
C'est une notion qui est reconnue dans l'article 1302 du Code civil français, mais qui a été substantiellement élaborée par la jurisprudence et la doctrine, qui a attaché à de telles obligations certains effets.

## Fondement de l'obligation naturelle

### La théorie classique de l'obligation civile dégénérée
Pour les jurisconsultes du XIXe siècle, l'obligation naturelle doit être rapprochée de l'obligation civile, accidentellement privée de la possibilité pour le créancier d'exiger l'exécution forcée du débiteur.
Dans la doctrine française classique, en effet, une obligation naturelle séparée d'une obligation civile préexistante (et non plus coercitive) n'est pas concevable. Cela tient au fait que, dans un premier temps, le devoir moral est considéré comme absolument étranger au cas de l'obligation naturelle, qui s'identifie ainsi à l'obligation civile dégénérée, dont le contrat conclu par l'incapable, la dette prescrite ou la dette résiduelle de l'accord de faillite.
Cette théorie se rapproche du droit romain. En effet, dans le Digeste, Justinien déclare que l'obligation naturelle a le même fondement que l'obligation civile. C'est une obligation civile qui ne peut être ramenée à exécution, par suite de l'incapacité du débiteur, ou des rapports de « puissance paternelle » entre le créancier et le débiteur, ou d'une inobservation des formes, le droit romain étant à l'origine très solennel.
Cette théorie a été reprise ensuite par Jean Domat, qui a recueilli la tradition romaine. Pour lui, les obligations naturelles sont les obligations des incapables qui n'ont pas été régulièrement habilités. On ne peut donc en demander l'exécution forcée par la justice.
Cette idée a été reprise plus tard par Bigot de Préameneu, l'un des 4 rédacteurs du Code civil français, qui expose devant le Corps législatif :

« On ne regarde comme obligations purement naturelles, que celles qui pour des motifs particuliers sont considérées comme nulles par la loi civile. »

### L'absence de théorie générale de l'obligation naturelle
Néanmoins, cette théorie qui tend à rapprocher obligation civile et obligation naturelle n'est pas scientifiquement acceptée au XXe siècle. En effet, une obligation civile sans que l'on puisse en demander l'exécution forcée n'est plus juridique, puisqu'elle perd en réalité la substance de son caractère juridique avec son exécution forcée. Cela revient donc à concilier deux choses inconciliables. Il n'y a donc pas aujourd'hui une théorie générale des obligations naturelles.
Néanmoins, les juristes qui ont eu à s'intéresser aux obligations naturelles pencheraient plutôt sur un fondement moral de l'obligation naturelle. En effet, si les juges qualifient l'obligation de naturelle, ce n'est pas sur un fondement légal (il n'y a qu'un seul article dans le droit positif français pour donner l'existence à la notion d'obligation naturelle) mais sur un fondement sociologique ou moral, dans un cadre très limité par le législateur de 1804. En effet, l'obligation naturelle ne peut donner lieu à exécution forcée ; c'est alors un devoir de conscience, dont le respect est jugé impérieux par l'opinion publique.

## Classification des obligations naturelles
La doctrine juridique et la jurisprudence considèrent aujourd'hui qu'il existe 2 principaux types d'obligations naturelles. D'abord, les obligations morales ayant une conscience particulière peuvent être appréciées par le juge comme étant des obligations naturelles. Ce sont alors des obligations morales qui entrent dans le « commerce juridique ».
Ce sont aussi des obligations à l'origine juridiques, mais qui sont éteintes ou imparfaites. Le créancier a dans cette hypothèse perdu tout droit d'action en justice, et ne peut donc demander l'exécution forcée ; dès lors, la possibilité d'ester en justice étant très intimement liée au caractère juridique de l'obligation, on ne peut pas considérer cette obligation comme juridique, à proprement parler.
Le point commun de ces hypothèses est que, si le débiteur n'est pas juridiquement lié, il doit se sentir obligé, dans sa conscience ou son for intérieur.

## Effets des obligations naturelles

### L'impossibilité de restitution
C'est le fondement légal de l'existence des obligations naturelles en droit français. En effet, l'article 1302 du Code civil  dispose que : 

« Tout paiement suppose une dette : ce qui a été payé sans être dû, est sujet à restitution.
La restitution n'est pas admise à l'égard des obligations naturelles qui ont été volontairement acquittées. »

Le débiteur qui aurait donc exécuté une obligation reconnue naturelle par le juge ne peut demander au créancier la restitution de cette somme. En effet, dans le cas des obligations naturelles, la restitution impliquerait des situations très complexes ; le débiteur n'étant pas à proprement parler obligé par le créancier, le créancier n’aurait donc pas à être inquiété qu’un débiteur exécute un devoir moral à son profit.

### La promesse de l'exécution d'une obligation en fait une obligation civile
L’engagement, même oral, de payer une dette est exécutoire devant les tribunaux : on peut en demander l’exécution forcée si le débiteur revient sur sa promesse.
Par exemple,
- Cass. civ. 2e , 9 mai 1988.
- Cass. civ. 1re, 10 oct. 1995.

La loi n'impose pas à un frère à venir en aide à sa sœur si elle est en difficulté (la loi oblige les parents à être solidaires, en revanche). Mais le juge reconnaît une obligation naturelle : si le frère commence à verser une pension alimentaire, il devra continuer à payer cette somme jusqu'au mariage de sa sœur, ou jusqu'à ce qu'elle puisse se passer de sa pension alimentaire.

### «Novation» par la transformation d'une obligation naturelle
L'Arrêt du 10 octobre 1995. Ledit arrêt remplace le terme de « novation » injustement appliqué (car nécessite une obligation civile préexistante), par celui de « transformation ».
L'article 1271 du Code Civil permet la novation d’une obligation civile, c'est-à-dire le remplacement d'une obligation prescrite par une nouvelle obligation.
Ainsi, une personne qui promet de payer une dette pourtant prescrite, aura l'obligation juridique de payer cette dette. En effet, lorsqu’une dette est prescrite, cela veut uniquement dire que l’exécution forcée de cette obligation ne peut être demandée judiciairement par le créancier : le créancier n’aurait perdu que le droit d’agir, et non le droit de voir satisfaite une obligation. Néanmoins, cette obligation doit toujours pouvoir être exécutée. La prescription de la dette permet ainsi de ne pas éveiller éternellement des tensions, mais l’obligation naturelle permet de ne pas empêcher l’exécution d’une obligation prescrite.
D'ailleurs, en payant cette dette prescrite, le débiteur ne fait pas une donation, mais bien un paiement (et ne sera donc pas taxée au titre de donation).